# Толи (Беневенто)
Толи је насеље у Италији у округу Беневенто, региону Кампанија.
Према процени из 2011. у насељу је живело 64 становника. Насеље се налази на надморској висини од 770 м.